# Franco Faccio

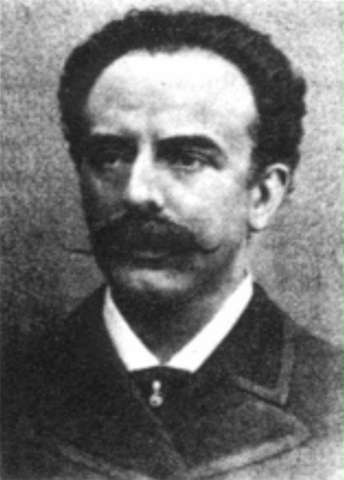
Franco Faccio.

Franco Faccio, född 8 mars 1840 i Verona, död den 21 juli 1891 i Monza, var en italiensk tonsättare och dirigent.
Faccio slöt sig med sina operor I profughi Fiamminghi (1863) och Amleto (1865) till den tysk-wagnerska strömningen inom operan. Han samarbetade med Arrigo Boito och reste tillsammans med denne i Skandinavien 1867–1868. År 1868 blev Faccio professor vid Milanos konservatorium och senare dirigent vid Scalateatern där.